# Silì
Silì (Sibì in sardo) è una frazione del comune di Oristano di circa 3 000 abitanti, situata nella regione detta Campidano di Simaxis, vicina al fiume Tirso e distanze circa 4 km da Oristano. In passato comune, ora semplice frazione di periferia.

## Geografia fisica

### Territorio
La sua ubicazione geografica è sicuramente da mettere in relazione soprattutto con la prossimità del fiume Tirso, che arricchiva le campagne circostanti con le sue periodiche alluvioni. Il carattere agricolo dell'economia del paese e la tradizionale industria artigianale delle tegole, oggi scomparsa ma ancora ben viva nei ricordi della popolazione adulta, sembrano indizi sufficienti a piegare un insediamento in questa località, soprattutto considerando che la materia prima adoperata per la costruzione delle tegole (un particolare tipo di argilla) veniva fornita dai terreni di Golena. In più, si nota come il territorio di Silì, in confronto a territori circostanti, ha sempre fornito numerosi pozzi di acqua potabile.

## Storia
Il territorio di Silì ha cinquemila anni di storia. Gli uomini agricoltori ed allevatori del neolitico (circa 3000 a.C.) si fissarono sui dossi alluvionali della riva sinistra del fiume Tirso, a Bau Proccus e Cuccuru 'e Frumini.
In quei siti possono ancora oggi raccogliersi gli utensili scheggiati nel nero vetro vulcanico del monte Arci, l'ossidiana, ed i frammenti di vasellame, talora ornato con decoro geometrico, prodotto da quelle genti.
Durante l'età nuragica, intorno al 1500 a.C., e sul lieve colle di Sartuccinu sorse un possente nuraghe edificato in blocchi di basalto. Ai piedi del monte Arci un formidabile fortilizio nuragico, il Bau Mendola, consentiva un controllo adeguato del territorio del Gregari, fino al letto del Tirso.
I Fenici e i Cartaginesi fissati nella prossima città di Othoca (oggi Santa Giusta) dovettero irradiarsi nelle fertili pianure di Silì, benché ci manchi finora una precisa documentazione.
Durante il dominio romano (238 a.C. - 460 d.C.), il territorio di Silì fu interessato dalla razionale colonizzazione agraria dei Romani. La strada principale dell'isola, che congiungeva Porto Torres con Cagliari, transitava ad Est dell'abitato attuale di Silì per raggiungere Othoca. testimonianze della presenza romana sono state riconosciute a Sartuccinu ed in località Bia Manna, attraversata dalla via romana.
Il centro abitato di Silì deve risalire almeno all'età bizantina, poiché nel secolo scorso si individuò una tomba contenente orecchini d'argento a globo mammellato, caratteristici della produzione bizantina del VI-VII secolo d.C.
Durante l'età giudicale (IX sec. - 1420), Silì appartenne al giudicato d'Arborea, ricadendo nella curatoria del Campidano di Oristano. Testimonianza di quell'epoca è la bella chiesa di Santa Maria Maddalena, ad unica navata, con tribuna quadrata, attribuibile alle correnti gotiche del XIV sec. che espressero le chiese oristanesi di San Martino e Santa Chiara. La chiesa parrocchiale dedicata a san Pietro Apostolo e la chiesa di San Michele Arcangelo potrebbero risalire ad età giudicale, se non al periodo altomedievale.
Le attuali strutture sono, comunque, assai tardive, riflettendo opere di ricostruzione della successiva età spagnola. A quest'ultima fase si riportano le belle statue lignee policrome, riccamente dorate, di S. Pietro e di N.S. de les Arecomanadas.
Alla caduta del giudicato (1420) entrò a far parte del Marchesato di Oristano. Alla definitiva sconfitta degli arborensi, nel 1478, passò sotto il dominio aragonese e divenne un feudo assegnato alla famiglia dei Carroz. 
Intorno al 1767, in epoca sabauda, venne incorporato nel marchesato d'Arcais, feudo dei Flores Nurra, ai quali fu riscattato nel 1839 con la soppressione del sistema feudale, per cui divenne un comune amministrato da un sindaco e da un consiglio comunale.

### Confronto fra riferimenti storici e dati odierni
- L'etimologia del nome Silì è finora ignota. I tentativi eruditi di risalire, attraverso una radice semitica, a un significato "mio riposo" o simile, restano senza fondamento.
- Il più antico scritto che nomina Silì è datato 20 agosto 1282, dove il giudice arborense Mariano II dona a Mariano Mameli di Tramatza, tra gli altri beni, anche una parte "de quator partibus Saltus de cello, qui est in territorio villa Silli".
- La chiesa della Maddalena è invece nominata nel testamento del giudice Ugone II di Arborea, visconte di Bas (padre di Mariano IV), datato 4 aprile 1336: a questa chiesa vengono lasciate quindici pecore e un bue "per la salvezza dell'anima" del defunto.
- Silì fu comune autonomo fino al regio decreto del 1922, che configurava il paese come frazione di Oristano. Tale decreto fu attuato nel 1926.

Altri documenti sono citati nelle opere degli studiosi Giovanni Spano, Dionigi Scano, Vittorio Angius, Pasquale Tola, Raffaello Delogu, Giovanni Francesco Fara, Raimondo Bonu.
Dati più aggiornati alle attuali ricerche furono forniti durante la conferenza tenuta a Silì, a cura del Circolo culturale Mollu e Cannas, dagli studiosi Raimondo Zucca, Salvatore Sebis, Carlo Luglio e dal Sovraintendente ai beni archeologici per le provincie di Cagliari e Oristano, Professor Vincenzo Santoni.

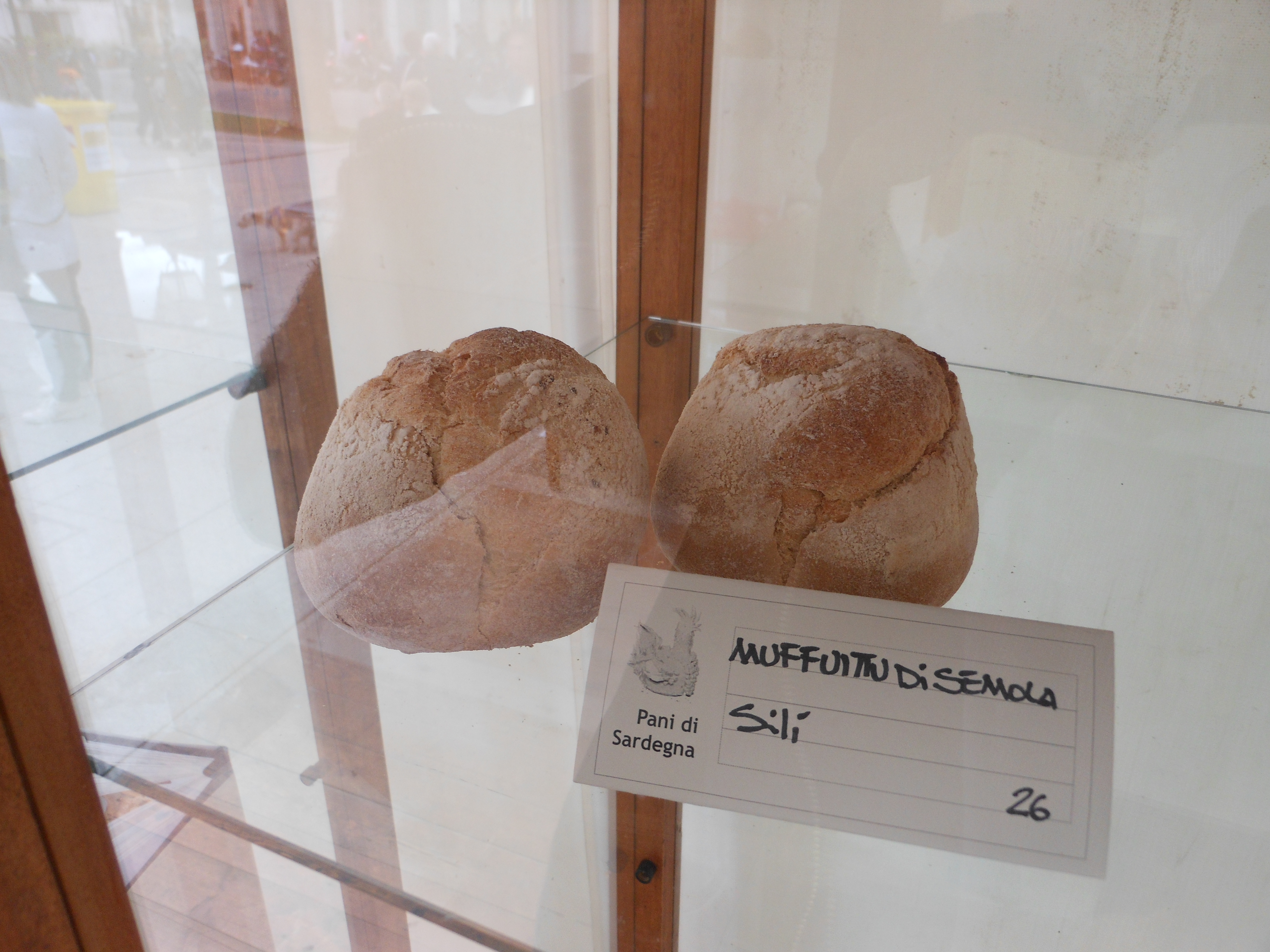
Su muffuittu, pane tradizionale di Silì

## Cultura

### Eventi
Le ricorrenze principali sono quattro:
- la festa di san Pietro, titolare della parrocchia, 28-29 giugno;
- la festa di san Michele Arcangelo, 8 maggio/29 settembre;
- la festa di san Daniele, 9 maggio;
- la festa della Madonna del Carmelo, 16 luglio.

## Infrastrutture e trasporti
- Silì è collegata ad Oristano e alle altre frazioni attraverso il sistema di trasporto urbano comunale, mentre agli altri centri della provincia attraverso le autolinee ARST. La più vicina stazione ferroviaria si trova ad Oristano. La frazione dista circa 4 km dall'aeroporto di Fenosu e circa 90 km dall'aeroporto di Elmas.
- Nel paese sono presenti: la Scuola elementare (chiusa), la Scuola media (chiusa), l'ex scuola materna, la ludoteca e la Biblioteca, appartenente a quella Comunale di Oristano.